# جی‌آرآی
جی‌آرآی (انگلیسی: Global Reporting Initiative) سازمان حسابرسی هلندی است، که در سال ۱۹۹۷ تأسیس شد.